# Entre Rios (Santa Catarina)
Entre Rios é um município brasileiro do estado de Santa Catarina. Sua população estimada em 2004 era de 2.820 habitantes. Pertence a Região Geográfica Imediata de Xanxerê e a Região Geográfica Intermediária de Chapecó.

## História e etnias
A maior parte da população de Entre Rios (78,5%) é de origem européia, descendentes de imigrantes italianos, alemães e poloneses. O restante da população é composto, sobretudo, por índios guaranis e caingangues (17,1%), os habitantes originais da região.